# Władimir Bołotow
Władimir Nikołajewicz Bołotow, ros. Владимир Николаевич Болотов (ur. 26 lutego 1938 w Iwanowo, Rosyjska FSRR, zm. w 1993) – rosyjski piłkarz, grający na pozycji obrońcy, trener piłkarski.

## Kariera piłkarska
W 1959 rozpoczął karierę piłkarską w klubie Trud Tuła, który potem nazywał się Szachtior i Mietałłurg. W 1966 zakończył karierę piłkarza.

## Kariera trenerska
Po zakończeniu kariery piłkarza rozpoczął pracę szkoleniowca. Od 1969 do 1972 prowadził rodzimy Mietałłurg Tuła. W 1973 stał na czele Krywbasu Krzywy Róg. Następnie od 1975 do 1976 trenował Dinamo Briańsk. 30 lipca 1981 ponownie został mianowany na stanowisko głównego trenera tulskiego klubu, który tym razem zmienił nazwę na TOZ Tuła. W lipcu 1983 powrócił do Dinama Briańsk, w którym do 1990 pracował na stanowisku dyrektora technicznego.